# ニコチンパウチ

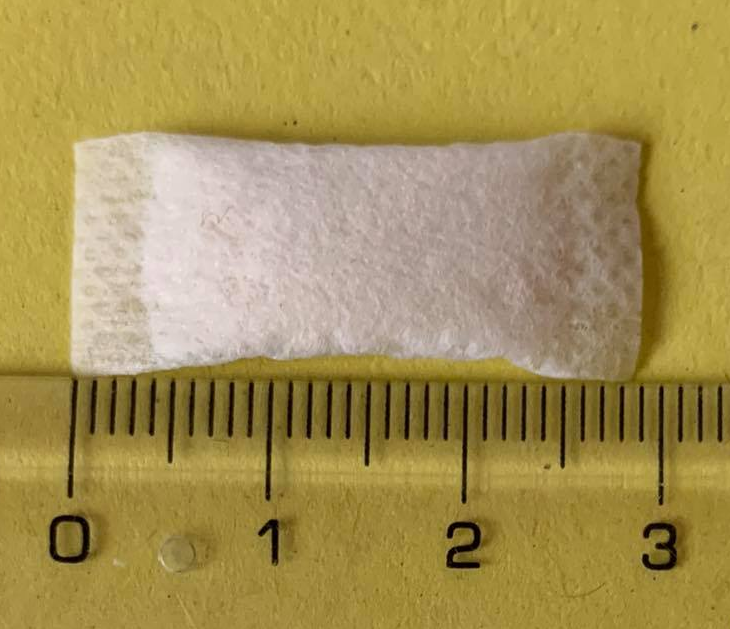
3cmのニコチンパウチ

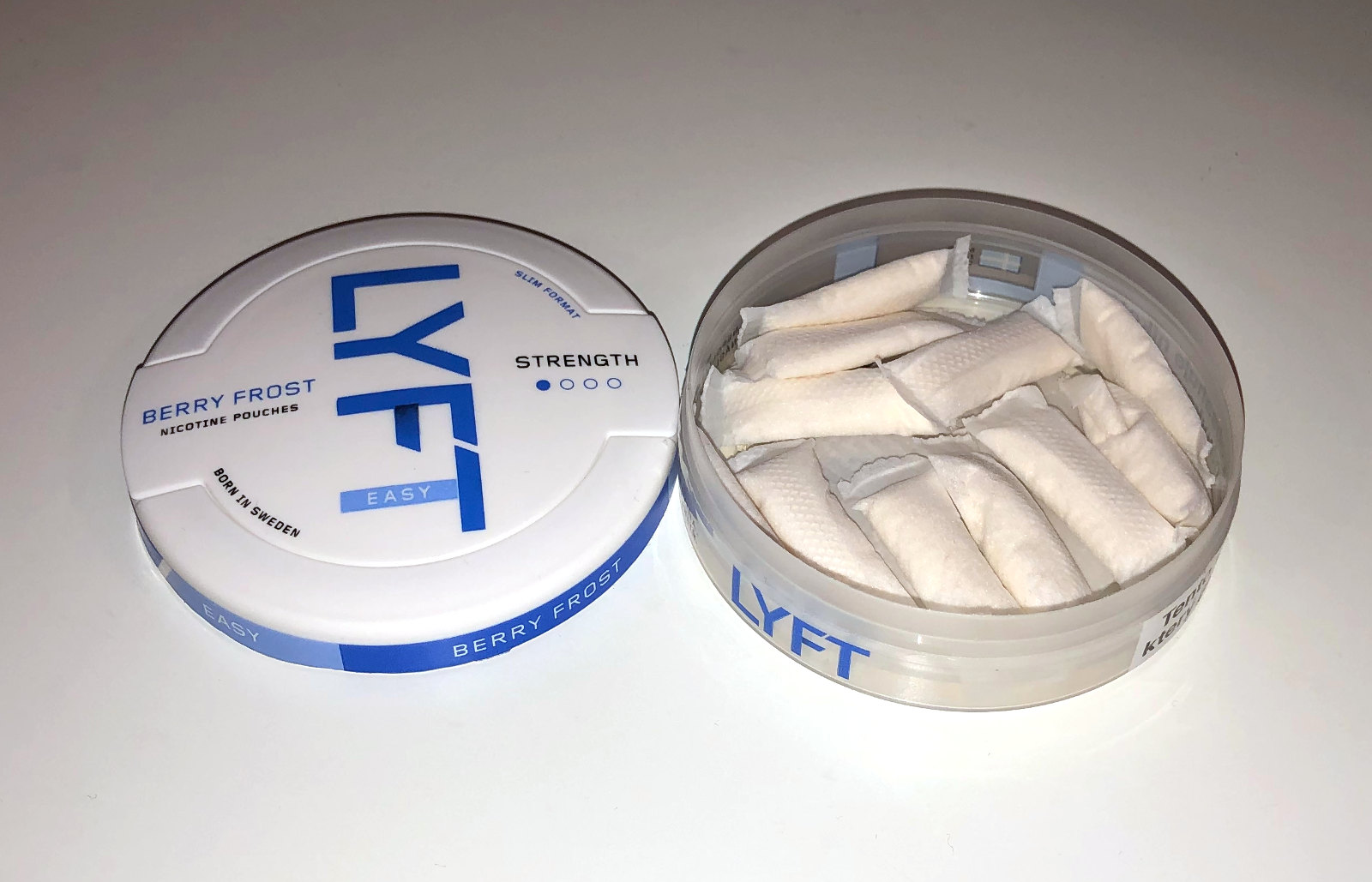
Lyftブランドのニコチンパウチの缶

ニコチンパウチは、ニコチン、香料、その他の成分を含む小さな長方形の袋。
嗅ぎたばこなどに部類されるスヌース等とは異なり、ニコチンパウチにはタバコの葉、粉、茎は含まれていない。ニコチンは、タバコ植物から抽出されたものか、または合成されたもののいずれかである。
スヌースやディッピングタバコと同様に、使用者はパウチを唇と歯茎の間に挟み、ニコチンと風味が放出されている間、そのままにしておく。ニコチンは歯茎の粘膜を通じて血流に吸収される。使用後は、パウチを廃棄する。
これらの小さなパウチはチューイングタバコとは異なり、使用中に中身がパウチの中に留まるため、唾を吐く必要がない。
ニコチンパウチの成分、曝露、または影響のバイオマーカーに関する独立した検査は限られているが、近年では独立した研究も出始めている。
2021年以降、ニコチンパウチの販売は急速に拡大しており、Zynが世界的なリーダーとなっている。
ニコチンパウチは、多様なフレーバーがあり目立たずに使用できるため、若者や若年の非喫煙者をも惹きつける可能性がある。この急激な人気の高まりは、若者への訴求力を懸念する政府規制当局の間で議論を呼んでいる。目立たず、タバコを含まないという利点がある一方で、ニコチンパウチは、しゃっくり、歯茎の刺激、吐き気、頭痛などの副作用を引き起こす可能性がある。
比較的新しい製品であるニコチンパウチは、スウェーデンのスヌースと形式的な類似点がある。最初のパウチ製品は2000年代初頭に、スタートアップ企業ニコノバム（Niconovum）によって開発された。この会社は2008年に、ニコチン2mgを含む医療用ニコチン代替製品「ゾニック（Zonnic）」として製品を登録した。
2009年には、RJレイノルズ（現ブリティッシュ・アメリカン・タバコ）がニコノバムを買収。その後、特にスウェディッシュ・マッチ（Swedish Match）を中心に、タバコ会社がこのパウチカテゴリーに積極的に参入した。スウェーデンの主要なスヌース製造会社であるスウェディッシュ・マッチ、スクルフ（Skruf）、AGスヌース（AG Snus）などは、より目立たず煙の出ないニコチン使用を求める需要に応える形で、独自のニコチンパウチブランドを開発した。
喫煙者がニコチンパウチに切り替えるのか、それとも喫煙を続けながらニコチンパウチも併用する、いわゆる「二重使用」となるのかは不明。
ニコチンパウチの価格は、通常の紙巻きたばこ1箱とほぼ同程度。また、ベイプ製品とは異なり、バッテリーや専用のデバイスを必要としない。
体積的に見ると、ニコチンパウチの主成分は植物繊維。植物繊維はパウチを満たし、所望の形状やフィット感、特性を与えるために使われる。ブランドによって使用される繊維は異なるが、ユーカリや松から取れる繊維がよく使われている。
ニコチンパウチには、ニコチンのほかに、食品グレードの充填材、甘味料、香料が一般的に含まれている。ペパーミント、ブラックチェリー、コーヒー、シトラスなど、多彩なフレーバーで販売されている。
ニコチン含有量はブランドによって異なり、通常は1mg／パウチから10mg／パウチの範囲だが、中にはさらに多いものもある。
また、ニコチンパウチは伝統的なスヌースよりも長い賞味期限を持つことが一般的。

## ニコチンパウチの人体への影響
ニコチンパウチには依存性のある化学物質、ニコチンが含まれている。
国際がん研究機関（IARC）によると、ニコチンは発がん性物質ではないが、インド・ムンバイのタタ記念病院の研究者によるメタアナリシス論文では、ニコチンが発がん性を持つ可能性があり、体の多くのシステムに広範な悪影響を及ぼすと報告されている。
ニコチンパウチの成分、曝露、または影響のバイオマーカーに関する独立した検査は限られているが、近年では独立した研究が増えつつある。
ニコチン自体は現在、国際がん研究機関（IARC）によって発がん性物質とは分類されておらず、英国王立医師会（Royal College of Physicians）によればニコチンは危険な薬物ではないとされている。そのため、タバコや煙の吸入を伴わずにニコチンを摂取できれば、喫煙のほとんど、あるいはすべての害を避けられる可能性があると考えられている。しかし、発がん性がないとしても、ニコチンは心血管系に対して中程度の有害性があるため、非タバコ系のニコチンパウチを長期間使用すると、心血管疾患や脳卒中、生殖への悪影響のリスクが高まる可能性が非常に高いと考えられている。
いくつかの最近の臨床研究やレビューでは、ニコチンパウチの健康影響やニコチンの摂取プロファイルがさらに評価されている。2025年に行われたランダム化クロスオーバー試験では、Nordic Spiritのニコチンパウチが対象とされ、ニコチンの摂取量は用量に比例して増加し、血漿中ニコチン濃度はスウェーデンのスヌースと同等で、ニコチンガムよりも速いことが示された。単回使用後に重大な安全性の懸念は認められなかった。
2024年に実施された別の臨床試験では、最大30mgの高ニコチン含有パウチを評価し、一部の製品が紙巻きたばこよりも高い血漿中ニコチン濃度をもたらし、心拍数と動脈硬化の有意な増加を引き起こすことが判明した。これにより、心血管への影響や依存性の可能性が懸念された。著者らはニコチン含有量の上限設定を推奨している。
さらに、2024年のスコーピングレビューでは、既存の研究をまとめ、ニコチンパウチは紙巻きたばこに比べて有害物質への曝露が少ない可能性があると指摘したが、一方で若者の使用拡大や、公衆衛生への長期的な影響を評価する独立した研究の不足が懸念されていることも強調された。

## 各国の対応
ニコチンパウチの規制は世界各国で異なる。ノルウェーのように、新しいニコチン製品として分類されているため、一般店舗での販売が禁止されている国もある。一方で、タバコを含まないためタバコ製品に該当せず、自由に販売されている国もある。ドイツでは販売が禁止されているが、スウェーデンでは入手可能。欧州連合（EU）ではニコチンパウチに対する規制は厳しくないが、一部の規制はEUのCLP規則（規則（EC）1272/2008）の対象となっている。
ニコチンパウチは、タバコ由来のニコチンを含むため、米国ではタバコ製品として分類されると考えられている。しかし、特に合成ニコチンを使用したパウチに関しては、従来のタバコ規制に明確に含まれていないため、規制の曖昧さが存在する。米国食品医薬品局（FDA）は、「家族喫煙防止およびタバコ規制法（Family Smoking Prevention and Tobacco Control Act）」のもとで、ニコチンパウチの監督を拡大しており、製造者に対して販売前タバコ製品申請（PMTA）の提出と承認を求めている。
2021年、アメリカ胸部学会（CHEST）をはじめとする複数の医療機関が、合成ニコチン製品—including ニコチンパウチ—に関する規制の抜け穴に対処するよう米国食品医薬品局（FDA）に要請した。これは若年層の使用拡大や公衆衛生への影響を懸念したもの。
ケニアでは、ニコチンパウチの導入に反対する団体が、がんや心臓病、生殖や発達への害のリスクが高まる可能性を訴えている。ケニアたばこ規制連合（Kenya Tobacco Control Alliance）は、一部の有害化学物質の濃度が高いことや、米国食品医薬品局（FDA）が指摘するように、製造元のブリティッシュ・アメリカン・タバコ社が主張するパウチの安全性を示す医療データが不足していることから、政府はこの製品の販売許可を出すべきでないと主張している。
ノルウェーでは2014年から2018年まで、タバコを含まないニコチンパウチ「Epok」が販売されていた。しかし2018年6月、ノルウェー保健局はブリティッシュ・アメリカン・タバコ・ノルウェーに対し、Epokの販売停止を命じた。保健局は、Epokにタバコが含まれていないため、ノルウェーで承認されている他のスヌース製品とは異なる新しいタイプのニコチン製品であると判断を下した。似たような製品であるニコチンパウチブランド「ZYN」はすでに2回承認を拒否されていた。販売禁止から数日後、Epokはごく少量の漂白タバコを加えることでスヌースとして再度ノルウェー市場に投入された。スヌースはすでに承認されているニコチン製品の形態である。2022年7月時点で、Epokはノルウェーの食料品店で引き続き販売されている。
カナダでは、4mgのニコチンパウチが「ゾニック（Zonnic）」ブランドのニコチン置換療法として薬局で販売されている。標準用量が4mgを超えるニコチン製品は処方薬とみなされるため、1パウチあたり4mgを超えるニコチンを含むニコチンパウチの個人輸入は禁じられている。ただし、医療従事者、医師、医薬品製造業者、卸売薬剤師、薬剤師、またはカナダを訪問中の外国人居住者については例外がある。
フィンランドでは、2023年4月までニコチンパウチは医療用途として分類されていた。フィンランド医薬品庁（FIMEA）は、ニコチンパウチが医療目的で特に販売されている場合や、その他の方法で通常医療製品として使用されていることが示されない限り、医療製品として分類できないと述べている。
ノルウェー、フィンランド、デンマーク、スウェーデンの薬局では、ニコチンパウチはニコチン置換療法の投与手段としても販売されている。ノルウェーでは、ブランド「ゾニック（Zonnic）」がノルウェー医薬品庁によって禁煙補助として承認されている。
カナダでは、2023年に4mgのニコチンパウチが「ゾニック（Zonnic）」のブランドで、ガソリンスタンドやコンビニエンスストアでニコチン置換療法の一環として販売されるようになった。